# Coleophora troglodytella
Coleophora troglodytella é uma espécie de mariposa do gênero Coleophora pertencente à família Coleophoridae.